# Arrondissement di Saint-Claude
L'arrondissement di Saint-Claude è un arrondissement dipartimentale della Francia situato nel dipartimento del Giura, nella regione della Borgogna-Franca Contea.

## Storia
Fu creato nel 1800 sulla base dei preesistenti distretti.

## Composizione
L'arrondissement è composto da 70 comuni raggruppati in 5 cantoni:
- cantone di Les Bouchoux
- cantone di Moirans-en-Montagne
- cantone di Morez
- cantone di Saint-Claude
- cantone di Saint-Laurent-en-Grandvaux